# شاید در اشتباه باشم
«من ممکنه اشتباه کنم» (به انگلیسی: I Might Be Wrong) نام آهنگی از گروه آلترنیتیو راک انگلیسی ردیوهد است که در سال ۲۰۰۱ منتشر شد.

## موسیقی
با وجود اینکه نسخه آلبوم آهنگ توسط نایجل گودریچ و ردیوهد با زمینه الکترونیک نوشته شد اما من ممکنه اشتباه کنم یکی از آهنگ‌های آلبوم فراموشکار است که بر اساس گیتار آگوستیک نوشته شده است.در این آهنگ همچنین از ریف بلوز نیز استفاده می‌شود که توسط جانی گرینوود نوشته شده است.

## نماهنگ
با وجود آهنگ در خارج آمریکا به عنوان تک‌آهنگ منتشر نشد اما دو نماهنگ مختلف برای آن ساخته شد.یکی از این دو نماهنگ فقط در اینترنت منتشر شد که در زمان انتشار آلبوم در سایت رسمی گروه نیز موجود بود.
دومین نماهنگ توسط سوفی مولر کارگردانی شد که جانی گرینوود و تام یورک را یک گاراژ ماشین نشان می‌دهد که در حال اجرای آهنگ هستند.این موزیک ویدئو همچنین در دی‌وی‌دی بزرگترین دهان دروغ‌گوی تمام دوران نیز موجود است.

## لیست آهنگ‌ها
1. Packt Like Sardines in a Crushd Tin Box
2. Pyramid Song
3. Pulk/Pull Revolving Doors
4. You and Whose Army?
5. I Might Be Wrong
6. Knives Out
7. Morning Bell/Amnesiac
8. Dollars and Cents
9. Hunting Bears
10. Like Spinning Plates
11. Life in a Glasshouse